# Giusto Bellavitis
Giusto Bellavitis (22 de noviembre de 1803-6 de noviembre de 1880) fue un matemático italiano, senador, y concejal municipal. Según Charles Laisant, su principal logro (que marca su lugar como un geómetra importante), es la invención del método de equipolentes, un método de geometría analítica que es tan filosófico como fructífero.
Nacido en Bassano del Grappa en 1803, hijo de Ernesto Bellavitis y Giovanna Navarini, Giusto estudió en gran parte sólo. En 1840 entró al Institut Venitian y en 1842 empezó instruir en el Lycee de Vicence. En 1845 se convirtió en profesor de geometría descriptiva en la  Universidad de Padua. Con la unificación de Italia, aprovechó la oportunidad de revisar el plan de estudios e incluir álgebra complementaria y geometría analítica. Bellavitis contrajo matrimonio en 1842 y tuvo un hijo que luego también enseñaría geometría en la Universidad de Padua.
Bellavitis anticipó la idea de vector euclidiano con su idea de equipolencia. Dos segmentos de línea AB y CD son equipolentes si  son paralelos y tienen la misma longitud y dirección. La relación está denotada {\displaystyle AB\bumpeq CD.}. En terminología moderna, esta relación entre segmentos de líneas es un ejemplo de una relación de equivalencia. El concepto de adición de vector estuvo escrito por Bellavitis como{\displaystyle AB+BC\bumpeq AC.}
Según Laissant, Bellavitis publicó trabajos en "aritmética, álgebra, geometría, cálculo infinitesimal, probabilidad, mecánica, física, astronomía, química, mineralogía, geodesia, geografía, telegrafía, ciencia social, filosofía, y literatura."

## Obra

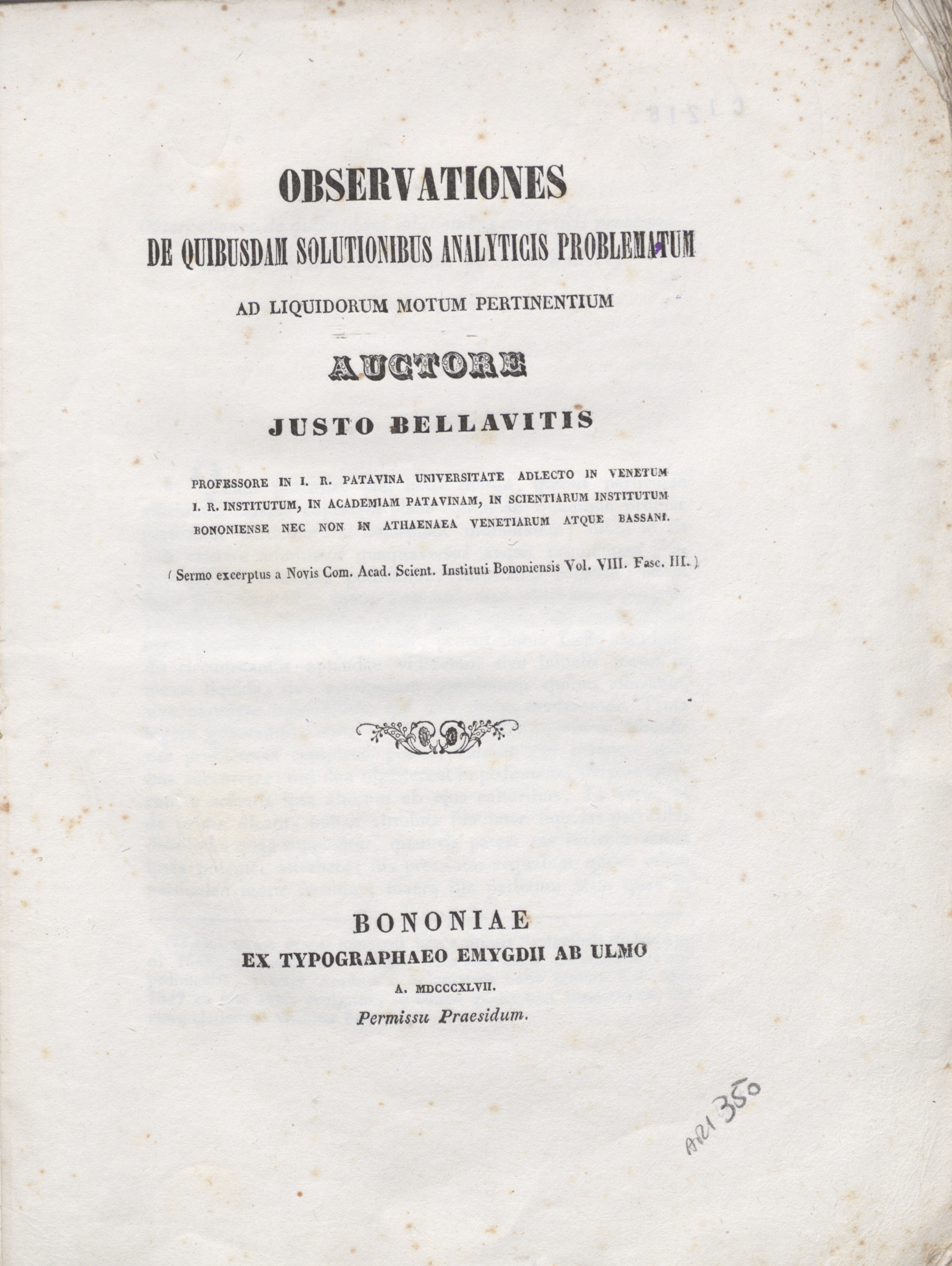
Observationes de quibusdam solutionibus analyticis (1847)

- - 1847: Observationes de quibusdam solutionibus analyticis problematum ad liquidorum motum pertinentium. Bononiae: ex typographaeo Emygdii ab Ulmo.Bononiae: ex typographaeo Emygdii ab Ulmo. via Biblioteca europea di informazione e cultura
  - 1852: Saggio sull'algebra degli immaginari, link from HathiTrust
  - 1854: Sposizione del Metodo della Equipollenze, link from Google Books.
  - 1858: Calcolo dei Quaternioni di W.R. Hamilton e sua Relazione col Metodo delle Equipollenze, link from HathiTrust.
  - 1868: Lezioni di Geometria Descrittiva, 2nd edition, link from HathiTrust

## Premios
- Socio del Istituto Veneto en 1840
- Socio del Società Italiana dei Quaranta en 1850
- Miembro del Accademia dei Lincei en 1879